# Seznam britanskih maršalov
Seznam britanskih maršalov.

## B
- Alan Francis Brooke

## C
- Arthur Coningham

## F
- John Denton French

## G
- John Vereker Gort -

## H
- Douglas Haig -

## K
- Horatio Kitchener

## M
- Bernard Law Montgomery -

## S
- William Joseph Slim -

## W
- Arthur Wellesley Wellington